# Rhytidosporum prostratum
Rhytidosporum prostratum är en tvåhjärtbladig växtart som beskrevs av Mcgillivray. Rhytidosporum prostratum ingår i släktet Rhytidosporum och familjen Pittosporaceae. Inga underarter finns listade.